# Henry Arthur Blake
Henry Arthur Blake GCMG DL JP FRGS (tiếng Trung: 卜力; Sidney Lau: Buk1 Lik6; 8 tháng 1 năm 1840 – 23 tháng 2 năm 1918) là một nhà quản lý thuộc địa người Anh và Thống đốc Hồng Kông thứ 12, tại vị từ năm 1898 đến năm 1903. Ngoài ra ông còn từng là Thống đốc Ceylon thuộc Anh, Thống đốc Jamaica, Thống đốc Newfoundland và Labrador và Thống đốc Bahamas.

## Đời tư

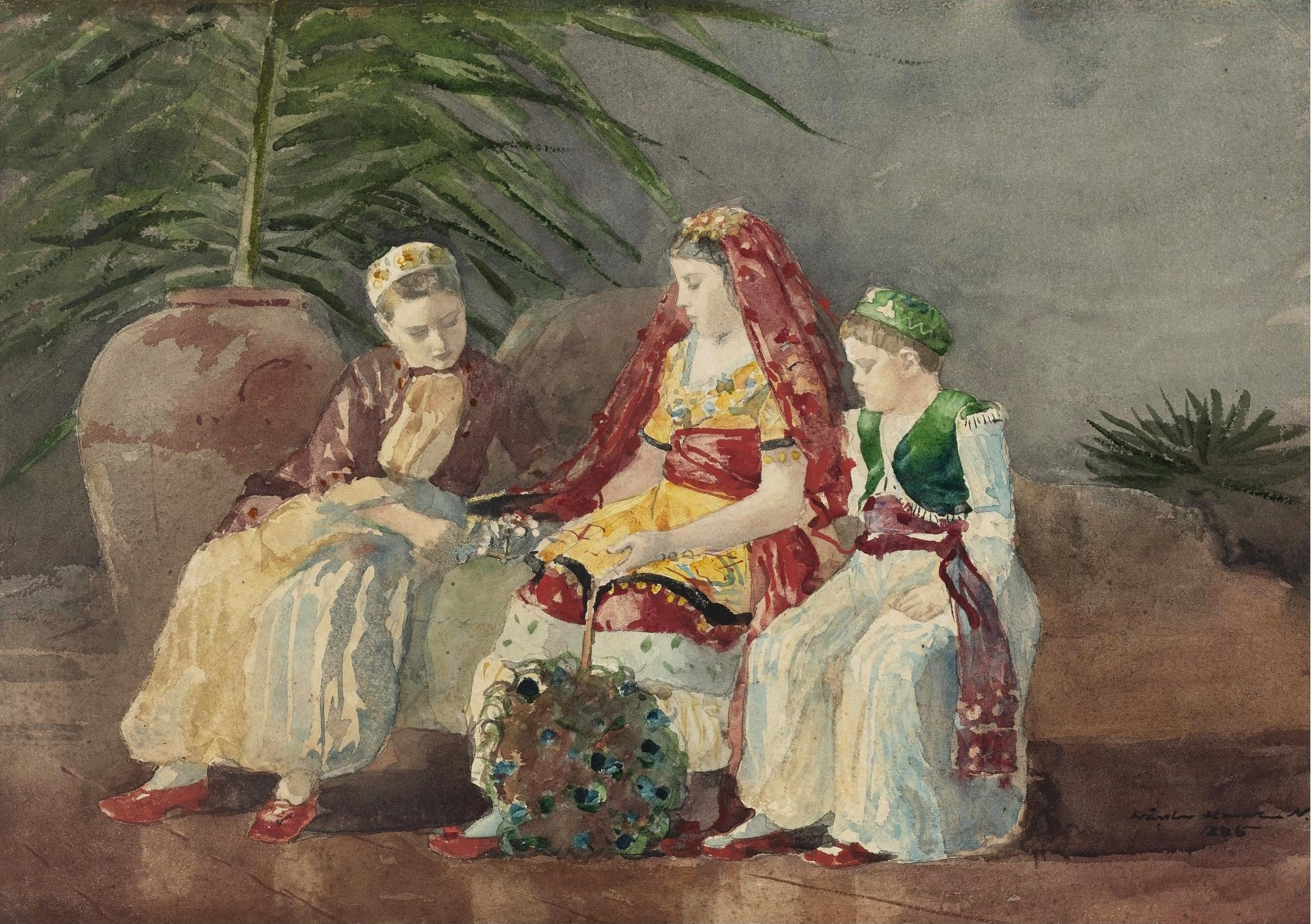
Những đứa trẻ dưới gốc cây cọ của Winslow Homer